# شاهد ۱۴۷
شاهد ۱۴۷ یک پهپاد نظامی پهن‌پیکر و سنگین‌وزن است که در ۲۸ آبان ۱۴۰۲ در زمان حضور سید علی خامنه‌ای در یک نمایشگاه نظامی رونمایی شد.
به گفته محمد شلتوکی، خبرنگار نزدیک به نیروهای نظامی ایران، پهنای بال این پهپاد، ۲۶ متر و حداکثر سقف پرواز آن ۶۰ هزار پا است. تاکنون اطلاعاتی از وضعیت عملیاتی و نخستین پرواز شاهد ۱۴۷ منتشر نشده‌است.

## مشخصات
بنا به گفته امیر علی حاجی زاده، فرمانده وقت نیروی هوافضای سپاه، این پرنده دارای طول ۲۶ متر است و می‌تواند تا ارتفاع ۶۰ هزار پایی (حدودا ۲۰ کیلومتر) اوج بگیرد، و دارای اشراف اطلاعاتی مناسبی است. و گفته میشود که این مشخصات پروازی حدودا معادل ارتفاع پروازی پهپاد آمریکایی مشهور گلوبال هاوک  Global Hawk است
از جمله خصوصیات این پهپاد، استفاده از موتور توربوپراپ بوده که بعد از پهپاد غزه، دومین نمونه در میان خانواده شاهد به شمار می رود. استفاده از این نوع موتور به دلیل آنکه دارای توربین خاص هستند، می‌توانند در ارتفاعات بالاتر راندمان بیشتری داشته باشند؛ از سوی دیگر، سرعت بیشتری را برای پرنده بوجود می آورد که همین خصیصه باعث افزایش سقف پروازی شده است.
شاهد ۱۴۷، دارای قابلیت حمل رادار SAR نیز می باشد. مجهز بودن پهپاد شاهد ۱۴۷ به فناوری پیشرفته‌ رادار دیافراگم مصنوعی (SAR) قابلیت‌های نظارتی خود را به سطوح بالایی افزایش می‌دهد. از سویی دیگر، قابلیت استفاده از SAR به پهپاد اجازه می‌دهد حتی در شرایط آب و هوایی سخت، تصاویری با وضوح بالا تولید کند.  ادغام رادار دیافراگم مصنوعی قابلیت‌های عملیاتی شاهد ۱۴۷ را تقویت می‌کند.